# Enfer magazine
Enfer magazine est un magazine musical français spécialisé dans le hard rock et le metal, édité entre 1983 et 1987. 
Enfer magazine, appelé plus communément « Enfer », publie son premier numéro en avril 1983 sur 32 pages. C'est la première fois qu'un magazine français se consacre exclusivement au hard rock. La pagination passe à 48 pages dès le no 3, 56 au no 7 et 64 au no 8. Le tirage d'Enfer Magazine débute à 40 000 exemplaires pour son premier numéro et passe rapidement à 65 000, 85 000 pour atteindre en 1986 les 100 000 exemplaires, son plus haut niveau. Un score proche du tirage maximal historique de 134 000 exemplaires atteint en 1981 par Rock & Folk, alors le magazine musical français généraliste de référence en France.

## Histoire
Le journal connaît immédiatement un énorme succès auprès du public « Hard-Rock » car ce genre musical est alors délaissé par Rock'n'Folk et n'est traité que marginalement par Best, avec son journaliste fétiche Hervé Picart. Enfer Magazine cultive (principalement au cours des trois premières années d'exercice) un esprit militant proche du fanzine et une proximité évidente avec son lectorat, ce qui explique également son succès et la fidélité de son public.
L'arrivée d'Enfer Magazine correspond, en outre, à une époque particulièrement riche pour le hard rock mondial : explosion de la  New wave of British heavy metal en Angleterre, création du speed metal et du glam metal aux États-Unis, irruption du black metal en Europe du Nord ; le magazine vise à promouvoir auprès du public ces tendances alors en plein essor et peu connues dans l'hexagone. En France, la scène métal voit de façon similaire émerger une multitude de jeunes formations, comme Satan Jokers, Sortilège, H-Bomb, Vulcain, Blasphème, High Power, dont le magazine suivra de près la production discographique et les prestations scéniques.
Dès son no 1, Enfer Magazine permet à ses lecteurs de découvrir de jeunes groupes tels que Metallica (simplement auteur d'un seul titre sur la compilation américaine Metal Massacre 2), Venom ou Mercyful Fate, alors totalement inconnus en France. Def Leppard est le premier groupe signé par une major à avoir accordé une interview au journal et avoir fait la couverture.
Ce désir de pousser les jeunes formations explique des choix éditoriaux très tranchés, à l'origine de longues controverses. Bien qu'il s'en défende, Enfer Magazine tend en effet à critiquer sans ménagement les groupes populaires dans les cours de récréation des collèges et lycées pour mieux promouvoir les jeunes formations jugées plus créatives, et la rubrique « Courrier des lecteurs » du magazine prend rapidement des allures de champs de batailles, à la suite des critiques particulièrement assassines des albums Trust IV de Trust ou de Flick of the Switch d'AC/DC, deux groupes mainstream à l'époque. Cette tendance, héritée de l'esprit fanzine et militant du magazine, aura toutefois tendance à s'effacer au fil des années.
Le magazine se répartit entre des chroniques de concerts et d'albums (souvent sans concession et clivantes), un courrier des lecteurs tumultueux faisant office de « Blogosphère » avant l'heure, une chronique consacrée aux disques pirates, des interviews et articles de fonds parfois très fouillés (y compris parfois sur des sujets sociétaux comme la violence dans les concerts ou le mouvement « Moral Majority » dans les États-Unis des années Reagan), un classement des groupes et albums par les lecteurs et, parfois, la playlist de la rédaction. Des rétrospectives complètes et très documentées sur des groupes majeurs des années 1960-1970 ayant influencé le hard-rock tels Grand Funk Railroad, Hawkwind, MC5, les Pink Fairies, ou Iggy & the Stooges sont régulièrement proposées. À noter que des genres musicaux connexes aux Hard-Rock, tels que le rock sudiste ou le rock progressif sont largement traités dans ses pages, conférant ainsi à Enfer Magazine un éclectisme certain. Un feuilleton de bande dessinée semi-parodique, écrit par les frères Simmons et Mad Scott, « les Aventures d'Inferno, le Guitar-Heroe », accompagne quelques numéros, ainsi que la « Bombe du mois », en début de magazine : Lita Ford, Wendy des Plasmatics, Girlschool, Cherry Bomb… Chaque année, un référendum prime les artistes dans diverses catégories (albums, instrumentistes, prestation scénique, clip vidéo), référendum transformé en « Osc'Hard » avec cérémonie publique de remise des prix parfois houleuse. Les derniers numéros se voient agrémentés de diverses nouvelles rubriques: « Can'Hard + » présentant les premières vidéos musicales alors sur support VHS, « les B.D. du mois d'Onc'Hardos », « Ça va marcher pour eux » (supportant des groupes n'ayant que des K7 démo) et même « Et pourtant ils tournent », chronique humoristique consacrée aux plus mauvais disques du mois, souvent issus de la mouvance thrash metal, alors balbutiante. Un poster format A3 ou parfois A2 plié agrémentait certains numéros. 
Parmi les collaborateurs historiques et emblématiques d'Enfer, l'histoire retiendra (liste non exhaustive) les journalistes Philippe « stay clean » Touchard, Daniel « Dany » Terbèche, Gérard Manvu, Bruno Labati, Jee, Bruno Bages, Jean-François Jimenez, Jean-Luc Manet, Bruno « Tequila » Khaled, Christian Albouy, Mad Scott, Philippe Ducayron et Eric Galinsky ; les photographes (certains d'entre eux signaient également des chroniques) Bertrand Alary (future agence DALLE), Lionel Bertin, Marc Villalonga (futur Rock Hard éditeur), Daniel Garcia (qui rejoindra Metal Hammer plus tard), Paul Frati (futur Intervision et Fastimage) et Alex Mitram (futur Intervision, Fastimage, tvrocklive.com) ; divers correspondants internationaux rejoignent l'équipe ultérieurement (Philip Alexander en Angleterre, Gene Ambo ou Andy Secher aux États-Unis) ; les équipes rédactionnelles changent au cours du temps, au gré des événements, des aléas du journal et de sa vie, chaotique et parfois pleine de tensions internes (Enfer avait par exemple participé en septembre 1983 à la promotion du calamiteux Sunrise Festival de Mulhouse finalement annuléen raison d'une météo désastreuse, ce qui avait alors grandement altéré le moral de la rédaction, en dépit d'une programmation de tout premier plan pour un festival français de l'époque: Anvil, Venom, Black Sabbath, B.O.C., Twisted Sister, Mama's Boys…).
Enfer Magazine donne naissance en 1986 à une boutique de vente par correspondance localisée à Montpellier (« Enfer Boutique ») et à un label de distribution (« Enfer Records ») qui bien que juridiquement séparés du journal, portent une filiation évidente avec ce dernier. Enfer Magazine inclut parfois des flexi-discs (45-T souples) promo dans ses derniers numéros, préfigurant ainsi, dix ans avant tout le monde, une pratique largement répandue d'inclusion de CD ou DVD promotionnels dans les magazines musicaux. De la même façon, quinze ans avant l'arrivée d'internet, Enfer Magazine propose sur réseau télématique (le « 3615 WROCK ») une série de liens (chroniques, nouvelles…) accessibles par Minitel, véritable précurseur de la généralisation des sites internet montés en support des magazines papiers.
Le magazine a contribué à faire émerger de nombreux jeunes groupes signés par des labels indépendants, dont les albums à l'époque  n'étaient disponibles qu'en import, et les faire connaître au public français. Enfer est ainsi le seul magazine français spécialisé témoin de l'émergence du groupe américain Metallica à travers sa chronique du titre Hit the Light dans la compilation Metal Massacre dès son premier numéro, puis ultérieurement de l'album Kill'Em All sorti alors sur le label indépendant Megaforce Records. « Faites attention si vous tenez à la vie, car il souffle sur les deux faces de cet album un tel vent de folie que de les écouter à la suite l'un de l'autre relèverait du suicide. » (…) « Metallica s'impose donc de loin comme le groupe de la Heavy Wave US et ce premier forfait sur vinyle est une implacable mise à mort, un véritable manifeste de l'overspeed »). À titre de comparaison, Kill'Em All passe complètement inaperçu chez Best ou Rock'n'Folk, et il faut des années pour que la presse musicale française découvre Metallica, alors que ce disque est déjà élu « Meilleur album de l'année 1983 » lors du référendum organisé par Enfer (lors de ce premier référendum, le groupe préféré des lecteurs est alors Scorpions, le meilleur groupe français Trust, le meilleur guitariste Michael Schenker et le meilleur chanteur Ronnie James Dio ; Iron Maiden est récompensé pour ses prestations scéniques).
L'essor de certains groupes de hard-rock emblématiques des années 1980 (Vulcain,en France, ou Dio sur le plan international) est particulièrement associé à Enfer Magazine, du fait du très fort soutien du magazine pour ces artistes.
Le succès du journal favorise rapidement à partir de 1984 l'émergence en France d'autres titres spécialisés dans le Metal (Metal Attack, Hard Rock Magazine, et, enfin, Hard-Force, un fanzine devenu grand suivi plus tard par la version française de Metal Hammer), avec un style rédactionnel et une relation avec son lectorat différente de celle entretenue par Enfer. Dans une interview donnée en 2020, le photographe Bertrand Alary expliquera que l'arrivée de ces titres concurrents explique en partie la disparition d'Enfer Magazine.
Malgré tout, Enfer Magazine représente, encore aujourd'hui, un OVNI journalistique, dont l'impact et le rôle dans la reconnaissance du Hard Rock en France comme genre musical majeur est comparable à celui qu'a pu avoir Kerrang! en Grande-Bretagneà la même époque. Enfer cesse subitement de paraître au printemps 1987, après 5 années d'exercice et 47 numéros qui, chaque mois, étaient attendus par des dizaines de milliers de lecteurs. 
La totalité des numéros d’Enfer Magazine est numérisée et est désormais consultable en ligne, entre autres sur le site de France Metal Museum. Une page Facebook, une multitude de blogs et de témoignages d'anciens lecteurs nostalgiques existent par ailleurs sur la toile, et il est à noter que des polémiques apparaissent de façon récurrente sur internet entre divers membres historiques de la rédaction, chacun estimant être à l'origine de la création du magazine et accusant les autres d'avoir précipité sa perte.
La côte des anciens numéros d'Enfer Magazine varie usuellement entre 12 et 40 euros sur les sites marchands, en fonction de leur état.